# Brachystelma delicatum
Brachystelma delicatum är en oleanderväxtart som beskrevs av Robert Allen Dyer. Brachystelma delicatum ingår i släktet Brachystelma och familjen oleanderväxter. Inga underarter finns listade i Catalogue of Life.